# تاكاشي ازاما
تاكاشي ازاما (باليابانية: 羽様 隆) (مواليد 23 يوليو 1972)، هو لاعب كرة قدم سابق كان يلعب كلاعب وسط.